# Mikhaïl Kutúzov
Mikhaïl Kutúzov (rus: Михаил Илларионович Голенищев‐Кутузов‐Смоленский)  (Sant Petersburg, 5 de setembre de 1745 (Julià) - Bolesławiec, 16 d'abril de 1813 (Julià)) nom complet amb patronímic Mikhaïl Il·lariónovitx Golenísxev-Kutúzov, fou un mariscal de camp rus, conegut també com a Príncep Smolenski.